# Scobicia lesnei
Scobicia lesnei là một loài bọ cánh cứng trong họ Bostrichidae. Loài này được Fisher miêu tả khoa học năm 1950.